# Усикова Євдокія Григорівна
Євдокія Григорівна Усикова (нар. 25 грудня 1913, Янківка — пом. 1996) — українська художниця; член Спілки радянських художників України. Дружина художника Геннадія Титова, мати художниці Ольги Титової.

## З біографії
Народилася 25 грудня 1913 року в селі Янківцях Харківської губернії Російської імперії (нині село Іванівка Охтирського райоону Сумської області, Україна). 1940 року закінчила Київський художній інститут, де навчалася зокрема у Олексія Шовкуненка. Жила у Києві, в будинку на вулиці Івана Кудрі, № 10, квартира № 67. Померла у 1996 році.

## Творчість
Працювала в галузі станкового живопису. Створювала тематичниі картини, натюрморти. Серед робіт:
- «Осінній букет» (1945);
- «Депутат» (1949);
- «Урок» (1950);
- «До Ілліча» (1960);
- «Літо» (1960);
- «Онуки» (1965);
- «Мирний сон» (1967);
- «Перша радість» (1967).

Брала участь у республіканських виставках з 1945 року.
Роботи представлені в музейних, галерейних і приватних збірках в Україні та за її межами. 